# Jadranka Jovanović
Jadranka Jovanović, cyr. Јадранка Јовановић (ur. 8 stycznia 1958 w Belgradzie) – serbska śpiewaczka operowa, mezzosopran, primadonna opery w Teatrze Narodowym w Belgradzie.

## Życiorys
Ukończyła studia z zakresu teorii muzyki oraz śpiewu solowego na wydziale muzyki Akademii Sztuk w Belgradzie. Zadebiutowała w operze rolą Rozyny w Cyruliku sewilskim. Od tegoż czasu związana z belgradzkim Teatrem Narodowym, wykonując główne role mezzosopranowe. Karierę międzynarodową zaczęła w połowie lat 80., kiedy to wystąpiła we włoskim teatrze La Scala. Śpiewała głównie na scenach operowych we Włoszech (m.in. u boku José Carrerasa), występowała również m.in. w Hiszpanii, Francji, Brazylii, Meksyku i Japonii. W 2013 odbyła tournée w Stanach Zjednoczonych, śpiewając w Carnegie Hall i Kennedy Center.
W 2016 przyjęła propozycję Serbskiej Partii Postępowej wystartowania z jej listy w wyborach parlamentarnych. Otrzymała wówczas mandatowe miejsce na liście wyborczej zorganizowanej wokół SNS, uzyskując wybór do Zgromadzenia Narodowego Republiki Serbii. Również w 2020, 2022 i 2023 była umieszczana na wysokim miejscu listy wyborczej koalicji skupionej wokół postępowców, utrzymując mandat deputowanego na kolejne kadencje.